# رایان ۲۱۹۳۶
سیارک ۲۱۹۳۶ (به انگلیسی: 21936 Ryan، نامگذاری:1999VH79) بیست و یک هزار و نهصد و سی و ششمین سیارک کشف شده‌است که در ۴ نوامبر ۱۹۹۹ کشف شد.
قدر مطلق سیارک برابر ۹.۸ است.